# Cine de Emiratos Árabes Unidos

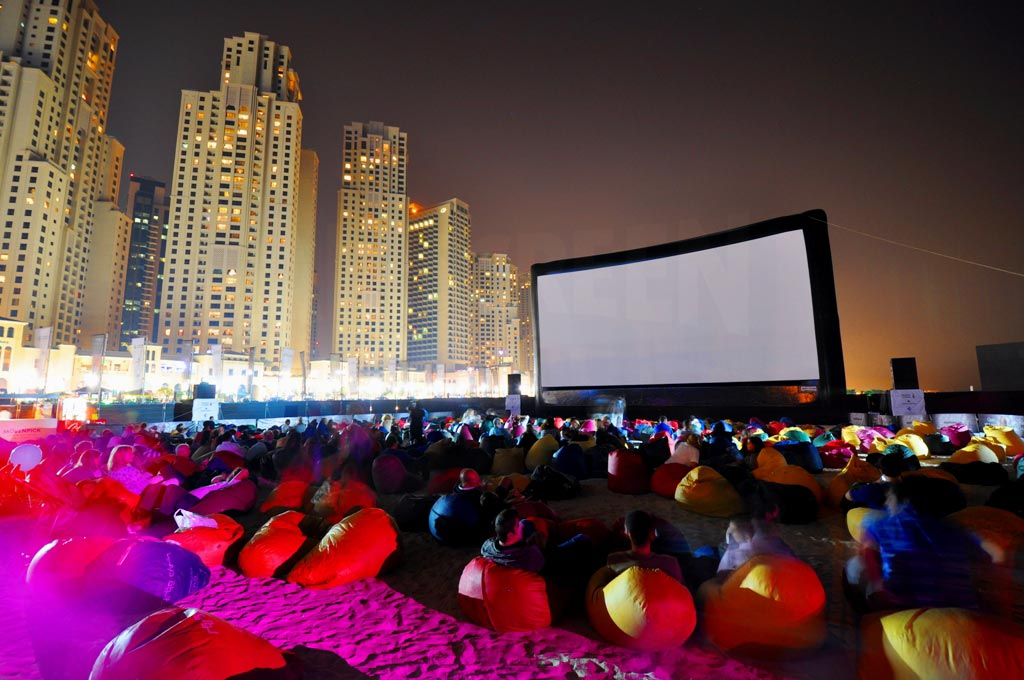
Pantalla gigante exhibida en el Festival Internacional de Cine de Dubái en su edición del año 2010.

El cine de los Emiratos Árabes Unidos comenzó con una serie de producciones cinematográficas que se emitían en la televisión nacional desde finales de los años ochenta. En 1988, la película Aber Sabeel del director Ali Al Abdool, se convirtió en el primer largometraje producido en el país.
En la década de 2000 la producción de películas y documentales empezó a hacerse más notoria en el país, aunque todavía no goza de un pleno desarrollo e importancia como se puede apreciar en otros países del mundo árabe como Egipto o Líbano. El evento relacionado con el cine más importante celebrado en los Emiratos Árabes Unidos es el Festival Internacional de Cine de Dubái, que desde el 2004 presenta las producciones cinematográficas más destacadas de la región.

## Historia

### Década de 2000

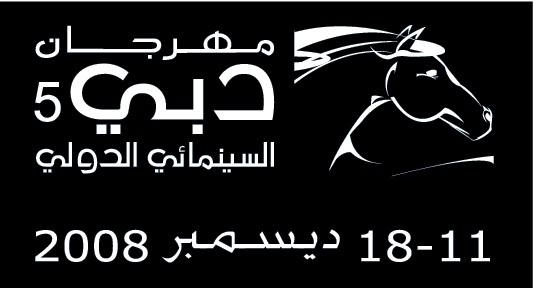
Logo del Festival Internacional de Cine de Dubái en su edición de 2008.

En 2002 se formó la compañía Emirates Film Competition, que influyó en una generación de cineastas emiratíes que utilizaban con frecuencia el formato de cortometraje. La compañía se fusionó con el Festival de Cine de Abu Dabi, que finalmente sería clausurado tras ocho ediciones en 2015. Sin embargo, el Festival Internacional de Cine de Dubái, un importante punto de encuentro para los cineastas del mundo árabe, fue fundado en 2004 y continúa vigente hasta la fecha. En abril de 2018 se anunció que la 15.ª edición del festival se pospondría para el 2019 y se volvería a lanzar como un festival bianual después de funcionar anualmente durante 14 años.
Desde comienzos de la década, las ciudades de Dubái y Abu Dabi se convirtieron en sitio frecuente de filmación de películas de los Estados Unidos y la India, y en menor medida de Pakistán, China, el Reino Unido, Egipto y Arabia Saudita. Destacan entre estas producciones importantes películas como Star Trek Beyond (2016), Furious 7 (2015) y Star Wars: Episodio VII - El despertar de la Fuerza (2015).
En 2005, The Dream se convirtió en la primera película de los Emiratos Árabes en ser distribuida en los cines del país. Mientras tanto, los Emiratos Árabes Unidos comenzaron a exhibir películas y series de televisión del sur de Asia, principalmente producciones de Bollywood y Lollywood.
En 2008, Majid Abdulrazak se convirtió en el primer cineasta emiratí en adaptar la historia de un libro a la pantalla gigante con Arabian Sands de Wilfred Thesiger.
En 2009, la segunda edición del Festival de Cine del Golfo vio el estreno de dos largometrajes emiratíes por primera vez. The Circle, del cineasta y actor Nawaf Al-Janahi, relató la historia de Ibrahim, un poeta y periodista que captura a un ladrón y comparte su vida con él. El director y novelista Saleh Karama también presentó su primer largometraje, Henna, un drama familiar.
En la sexta edición del Festival Internacional de Cine de Dubái en 2009 se proyectó la mencionada The Circle y se estrenó la cinta multilingüe City of Life del director emiratí Ali F. Mostafa, que vio su estreno en los cines de los Emiratos Árabes Unidos el año siguiente.

### Década de 2010
La película Sea Shadow de Nawaf Al-Janahi fue estrenada el 17 de noviembre de 2011.
El primer largometraje de ciencia ficción producido en los Emiratos Árabes, llamado Aerials, se estrenó el 16 de junio de 2016. Dirigido por S.A. Zaidi y producido por Ghanem Ghubash, Aerials se lanzó en los Emiratos Árabes Unidos simultáneamente con la cinta estadounidense Independence Day: Resurgence, tratando de generar un contraste entre ambas películas que narran los acontecimientos de una invasión alienígena. Ese mismo año se produjo la primera película emiratí de animación, Bilal: A New Breed of Hero, dirigida por Ayman Jamal y Khurram Alavi.
El 2018 fue un año importante para la producción cinematográfica emiratí, con más de diez películas producidas en el país asiático, un considerable avance teniendo en cuenta las cifras de los años anteriores.

## Películas de los Emiratos Árabes Unidos
| Año  | Título                      | Director                             | Reparto                                                                  | Género          | Notas                                         |
| ---- | --------------------------- | ------------------------------------ | ------------------------------------------------------------------------ | --------------- | --------------------------------------------- |
| 1988 | Aber Sabeel                 | Ali Al Abdool                        | Aisha Abdulrahman, Bilal Abdullah                                        | Drama           | Primera película emiratí                      |
| 1990 | Alteen Alakheer             | Jassim Jaber                         |                                                                          |                 | Telefilme                                     |
| 1996 | Makan Fil Qalb              | Mohammed Najib                       | Mohammed Al Amri, Moza Al Mazrooei, Sameera Ahmad                        | Drama           |                                               |
| 2005 | The Dream                   | Hani Al Shaibani                     | Nawaf Al Janahi, Ali Al Jabri, Abdulla Hassan Ahmed                      | Drama           | Primera película distribuida por todo el país |
| 2006 | Tarab Fashion               | Mohamed Daham                        | Hassan Ballam, Mayssa Maghrebi                                           | Comedia         |                                               |
| 2006 | Haneen                      | Mohammad Al-Traifi                   | Fatima Abdulrahim, Moza AlMazrooei, Yalda                                | Drama           |                                               |
| 2006 | Eqaab                       | Majid Abdulrazak                     | Majid Albulrazak, Haifa Hussain, Mohammad Al Janahi                      | Drama           |                                               |
| 2008 | Arabian Sands               | Majid Abdulrazak                     | Abdullah Al Tararwah, Ali Tamimi, Majid Abdulrazak, Murad Fakhri Baluchi | Biográfico      | Basada en la novela del mismo nombre          |
| 2009 | The Circle                  | Nawaf Al Janahi                      | Abdulmohsin Al Nimer, Ali Al Jabri, Nawaf Al Janahi                      | Drama           |                                               |
| 2009 | Henna                       | Saleh Karama                         | Gazelle, Ayisha Hammed, Salem Obaid Al Raihi                             | Drama           |                                               |
| 2009 | The Return of Umm Al Duwais | Juma Al Sahli                        | Sameera Ahmad, Sogha                                                     | Horror          | Telefilme                                     |
| 2010 | City of Life                | Ali F. Mostafa                       | Habib Ghuloom, Saoud Al Kaabi                                            | Drama           |                                               |
| 2011 | Sea Shadow                  | Nawaf Al Janahi                      | Neven Madi, Omar Almulla                                                 | Drama           |                                               |
| 2013 | Bani Adam                   | Majid Abdulrazak                     | Abdulla Abdulaziz, Alaa Shaker                                           | Drama           |                                               |
| 2013 | Hob Malaki                  | Jamal Salem                          | Habib Ghuloom, Mansoor Al Feeli, Huda Salah                              | Romance         |                                               |
| 2013 | Djinn                       | Tobe Hooper                          | Abdulla Al Junaibi, Saoud Al Kaabi                                       | Horror          |                                               |
| 2014 | Grandmother's Farm          | Ahmed Zain                           | Saeed Al Sharyani, Khalid Alnuaimi, Yaser Al Neyadi                      | Horror          |                                               |
| 2014 | From A to B                 | Ali F. Mostafa                       | Fahad Albutairi, Shadi Alfons                                            | Drama           |                                               |
| 2014 | Sundress                    | Saeed Salmeen Al Murry               | Habib Ghuloom, Marrai Alhalyan, Neven Madi, Ahmad Abdullah, Sophia Jawad | Drama           |                                               |
| 2014 | Abood Kandaishan            | Fadel AlMheiri                       | Abdulrahman Al Nakhi, Sawsan Saad                                        | Comedia         |                                               |
| 2014 | Dolphins                    | Waleed Al Shehhi                     | Reem Erhama, Khalid Ameen                                                | Aventura        |                                               |
| 2015 | Zinzana                     | Majid Alansari                       | Ali Suliman, Saleh Bakri                                                 | Suspenso        |                                               |
| 2015 | Going to Heaven             | Saeed Salmeen Al Murry               | Jumaa Al Zaabi, Fatima Al Taei                                           | Drama           |                                               |
| 2015 | Grandmother's Farm 2        | Ahmed Zain                           | Saeed Al Sharyani, Khalid Alnuaimi, Yaser Al Neyadi                      | Horror          |                                               |
| 2015 | Abdullah                    | Humaid Al Suwaidi                    | Mansoor Al Feeli, Mohammed Al Hammadi, Fatima Al Taei, Alaa Shaker       | Drama           |                                               |
| 2016 | Dhay Fe Abu Dhabi           | Rakan                                | Hassan Hosny, Ahmed Saleh                                                | Comedia         |                                               |
| 2016 | Aerials                     | S A Zaidi                            | Saga Alyasery, Mansoor Al Feeli                                          | Ciencia ficción |                                               |
| 2016 | Hajwala                     | Ali Bin Muttar, Ibrahim Bin Mohammed | Anwar Aljabri, Sawsan Saad                                               | Action          |                                               |
| 2016 | A Drop of Blood             | Nasser Al Tamimi                     | Habib Ghuloom, Amal Mohammed                                             | Horror          |                                               |
| 2016 | Bilal: A New Breed of Hero  | Ayman Jamal, Khurram Alavi           | Adewale Akinnuoye-Agbaje, Jacob Latimore, Andre Robinson, Ian McShane    | Animación       |                                               |
| 2017 | The Worthy                  | Ali F. Mostafa                       | Ali Suliman, Habib Ghuloom                                               | Acción          |                                               |
| 2017 | Kart Ahmar                  | Nasser Al Tamimi                     | Bilal Abdulla, Badria Ahmed                                              | Deportes        |                                               |
| 2017 | Dhay Fe Thailand            | Rakan                                | Hassan Hosny, Ahmed Saleh                                                | Comedia         |                                               |
| 2017 | A Tale of Shadows           | Tariq Alkazim                        | Almer Agmyren, Dijana Divjak, Chuka Ekweogwu                             | Suspenso        |                                               |
| 2017 | Lisa                        | Ahmed Zain                           | Ayman Khadim, Nasser Al Dhanhani, Ali Al Shehhi                          | Comedia         |                                               |
| 2017 | Only Men Go to the Grave    | Abdulla Al Kaabi                     | Abdelreza Nasari, Hebe Sabah, Awatif Salman, Saleema Yaqoub              | Drama           | Película en iraquí                            |
| 2018 | Awar Qalb                   | Jamal Salem                          | Abdulla Zaid, Juma Ali, Neven Madi, Marwa Rateb                          | Comedia         |                                               |
| 2018 | Fan of Amoory               | Saeed Salmeen Al-Murry               | Jumaa Al Zaabi, Mansoor Al Feeli, Alaa Shaker                            | Deportes        |                                               |
| 2018 | Wesalna Wela B'adna         | Aisha Al Zaabi                       | Ahmed Abdulrazaq, Fatima Al Hosani, Mariam Sultan                        | Comedia         |                                               |
| 2018 | Our Argentinian Maid        | Hamed Saleh                          | Ahmed Ahdy, Ahmed Al-Rekabi, Abdelrahman Al-Zaraoni                      | Comedia         |                                               |
| 2018 | Camera                      | Abdulla Al Junaibi                   | Humaid Alawadi, Yaser Alneyadi, Omar Almulla                             | Suspenso        |                                               |
| 2018 | Freej Al Taibeen            | Ahmed Zain                           | Ali Al Shehhi, Huda Alghanim, Khaled Al Nuaimi                           | Comedia         |                                               |
| 2018 | Until Midnight              | Tariq Al Kazim                       | Ahmed Khamis Ali, Chuka Ekweogwu                                         | Suspenso        |                                               |
| 2018 | Hajwala 2                   | Ibrahim bin Mohamed                  | Hussain Al Hosani, Ali Abdulla Al Marzooqi, Abdulla Al Youssif           | Acción          |                                               |
| 2018 | Shabab Sheyab               | Yasir Al-Yasiri                      | Saad Al Faraj, Mansoor Al Feeli, Marie Al Halyan                         | Comedia         |                                               |
| 2018 | 11 Days                     | Sudheer Konderi                      | Habib Ghuloom, Ahmed Al Hashimi                                          | Familia         |                                               |
| 2019 | Rashid & Rajab              | Mohammed Saeed Harib                 | Marwan Abdulla, Shadi Alfons                                             | Comedia         |                                               |
| 2019 | Catsaway                    | Fadel AlMheiri                       |                                                                          | Animación       |                                               |

## Películas filmadas en los Emiratos Árabes Unidos
- Mission: Impossible - Fallout (Estados Unidos; 2018) filmada parcialmente en Abu Dabi
- Saaho (India; 2018) filmada parcialmente en Abu Dabi
- Race 3 (India; 2018) filmada parcialmente en Abu Dabi
- Tiger Zinda Hai (India; 2017) filmada parcialmente en Abu Dabi
- War Machine (Estados Unidos; 2017) filmada parcialmente en Abu Dabi
- Kung Fu Yoga (China; 2017) filmada parcialmente en Dubái
- Star Trek Beyond (Estados Unidos; 2016) filmada parcialmente en Dubái
- Star Wars: Episodio VII - El despertar de la Fuerza (Estados Unidos; 2015) filmada parcialmente en Abu Dabi
- Dishoom (India; 2016) filmada parcialmente en Abu Dabi
- Airlift (India; 2016) filmada en Ras Al Khaimah
- Furious 7 (Estados Unidos; 2015) filmada parcialmente en Abu Dabi
- Madhura Naranga (India) 2015
- Jacobinte Swargarajyam (India) 2015
- Happy New Year (India; 2014) filmada en Dubái
- Switch (China; 2013) filmada en Dubái
- Casanovva (India; 2012)
- Oru Kal Oru Kannadi (India; 2012)
- Diamond Necklace (India) 2012
- Dam 999 (India; 2011) filmada parcialmente en Fujairah[10][11]
- Oru Marubhoomikkadha (India; 2011)
- Singam (India; 2010)
- Misión imposible: Protocolo fantasma (Estados Unidos; 2010) filmada parcialmente en Dubái
- The Kingdom (Estados Unidos; 2007) filmada parcialmente en Dubái
- Risk (Indian; 2007)
- Arabikkatha (India) 2007
- Balram vs. Tharadas (India; 2006)
- Family: Ties of Blood (India; 2006) filmada parcialmente en Dubái
- Keif al-Hal? (Arabia Saudita; 2006)
- 36 China Town (India; 2006) filmada parcialmente en Dubái
- The Killer (India, 2006) filmada parcialmente en Dubái
- Pehla Pehla Pyar (Pakistán; 2006) filmada parcialmente en Dubái
- Tarap (Pakistán; 2006) filmada parcialmente en Dubái
- Woh Lamhe (India; 2006) filmada parcialmente en Dubái
- Kisse Pyaar Karoon (India; 2005) filmada parcialmente en Dubái
- Chetna: The Excitement (India; 2005) filmada parcialmente en Dubái
- Deewane Huye Paagal (India; 2005) filmada parcialmente en Dubái
- El-Sefara fi El-Omara (Egipto; 2005) filmada parcialmente en Dubái
- Silsiilay (India; 2005) filmada parcialmente en Dubái
- Syriana (Estados Unidos; 2005) filmada parcialmente en Dubái
- Boom (India; 2003) filmada parcialmente en Dubái
- Pyar Hi Pyar Mein (Pakistán; 2003) filmada parcialmente en Dubái
- Talaash: The Hunt Begins... (India; 2003) filmada parcialmente en Dubái
- Código 46 (Reino Unido; 2003) filmada parcialmente en Dubái
- Chalo Ishq Larain (Pakistán; 2002) filmada parcialmente en Dubái
- Dil Vil Pyar Vyar (India; 2002) filmada parcialmente en Abu Dabi
- Dubai Return (India; 2005) filmada parcialmente en Dubái
- Maine Pyar Kyun Kiya? (India; 2005) filmada parcialmente en Dubái
- Mujhse Shaadi Karogi (India; 2004) filmada parcialmente en Dubái
- Market (India; 2003) filmada parcialmente en Dubái
- Om Jai Jagadish (India; 2002) filmada parcialmente en Dubái
- Hera Pheri (India, 2000) filmada parcialmente en Dubái
- Lahoo Ke Do Rang (India; 1997) filmada parcialmente en Dubái
- Vishwavidhaata (India; 1997)
- Naam (India; 1986) filmada parcialmente en Dubái

## Directores notables
- Abdullah Hasan Ahmed
- Abdulla Al Junaibi
- Abdulla Al Kaabi
- Ahmed Zain
- Ali F. Mostafa
- Jamal Salem
- Majid Abdulrazak
- Majid Al Ansari
- Nayla Al Khaja
- Nawaf Al-Janahi
- Saeed Salmeen Al-Murry
- Tariq Alkazim
- Rakan
- Waleed Al Shehhi